# Пресиан II
Пресиан II (болг. Пресиян II; 996/997—1060/1061) — последний царь Первого Болгарского царства в течение короткого периода в 1018 году. Он был единственным и законным претендентом на престол Болгарского царства в 1018 году и стоял во главе сопротивления византийскому завоеванию, но правил слишком короткое время и поэтому часто не включается в список болгарских царей.

## Биография
Вероятно, Пресиан II родился в 996 или 997 году и умер в изгнании в 1060 или 1061 году. Он — старший сын царя Ивана Владислава и его жены Марии. В феврале 1018 года Иван Владислав погиб в сражении при осаде Дурреса, и император Василий II Болгаробойца вторгся в Болгарию. Бо́льшая часть знати, включая царицу и патриарха, сдались ему. Хотя столица, Охрид, также была взята, часть знати и войска объединились вокруг Пресиана II как законного наследника отца. Он и его братья Арон и Алусиан вели длительное и ожесточённое сопротивление византийскому вторжению около горы Томор в современной Албании в 1018 году. В конце концов они были вынуждены сдаться, и их отправили к византийскому двору в Константинополь. Пресиан получил там высокий чин магистра, так же как и предыдущий болгарский царь свергнутый византийцами — Борис II.
В 1020-е годы Пресиан принял участие в заговоре, организованным братом его жены Романом Куркуасом с целью свержения императора Константина VIII. За это отправлен в ссылку и вернулся из неё после воцарения Романа III Аргира в 1029 году, после чего был вновь обвинён в заговоре, теперь уже вместе с матерью. На этот раз Пресиан планировал жениться на дочери Константина VIII Феодоре и захватить трон. После раскрытия заговора Пресиан был ослеплён и пострижен в монахи в 1030 году. Его дальнейшая судьба неизвестна, но в Михаловце в Словакии (тогда часть Венгрии) имеется могильный камень с надписью «Князь Пресиан», что показывает, что он мог попасть в Венгрию и там умереть в 1060 или 1061 году.